# George Dreyfus

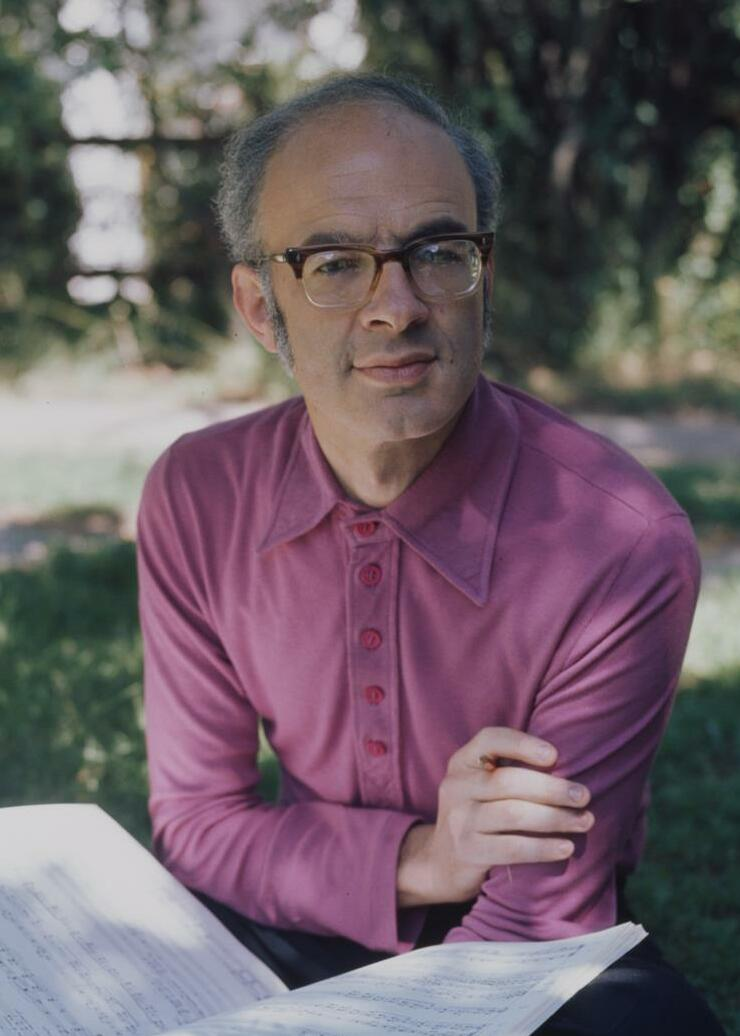
George Dreyfus, 1972

George Dreyfus AM (* 22. Juli 1928 in Elberfeld) ist ein deutsch-australischer Komponist. Neben diversen Choral- und Bühnenwerken ist er bekannt für seine Instrumental- und Filmmusik.

## Leben
Dreyfus war der Sohn wohlhabender Eltern. 1935 zog die Familie von Elberfeld nach Berlin, um den beiden Söhnen bessere Bildung zu ermöglichen. Alarmiert durch die Reichspogromnacht 1938 nutzten die Eltern die vom Britischen Empire angebotenen Einwanderungsmöglichkeiten für jüdische Kinder. Durch Zufall kamen Dreyfus und sein Bruder in ein Internat nach Melbourne; die Eltern zogen im Sommer 1940 nach.
In Australien besuchte er führende Schulen und schloss sein Studium an der Universität Melbourne 1946 ab. Von 1948 bis 1952 spielte er als Fagottist am Her Majesty's Theatre. 1955 ermöglichte ihm ein Stipendium das vertiefende Fagottstudium in Wien. 1958 gründete er das Ensemble für Neue Musik in Melbourne. Hauptberuflich war er bis 1964 als Fagottist im Melbourne Symphony Orchestra tätig.
Ab 1965 ermöglichten ihm Kompositionen für Film und Fernsehen die Arbeit als freischaffender Komponist.
Seine Oper Garni Sands (1966) wurde in Sydney (1972, 1982), Melbourne (1972) und New York (1975) gespielt, seine beiden großen Symphonien (1967, 1976) wurden weltweit aufgeführt. 1969 leitete er ein Konzert mit eigenen Werken in London. In diesem Jahr komponierte er auch die Musik für den australischen Pavillon der Expo in Osaka.
Zu seinen bedeutendsten Werken zählen das weltweit bekannt gewordene Sextett für Didgeridoo und Blasinstrumente (1971) und seine zahlreichen Filmmusiken. In ganz Australien wurde er bekannt durch eine auf einem australischen Volkslied beruhende Melodie für die Fernsehserie Rush (1974).
1976 war Dreyfus Ehrengast der Deutschen Akademie Villa Massimo in Rom.
Danach widmete er sich der Bühnenarbeit und schrieb diverse Bühnenwerke. Seine beiden „Männeropern“ nach Texten von Volker Elis Pilgrim wurden 1993 am Staatstheater Kassel (Rathenau) und 1996 am Theater Bielefeld (Die Marx Sisters) uraufgeführt.
1992 wurde zum Member des Order of Australia ernannt. In Anerkennung der Verdienste um die Musik, insbesondere als Komponist. 2002 erhielt George Dreyfus das Bundesverdienstkreuz 1. Klasse für seine besonderen Verdienste um den deutsch-australischen Kulturaustausch verliehen.
2009 wurde Dreyfus Ehrenmitglied der Wuppertaler Else-Lasker-Schüler-Gesellschaft.